# Plavání na mistrovství světa v plaveckých sportech 1998
Závody v plavání v olympijském 50 m bazénu na mistrovství světa v plaveckých sportech za rok 1998 proběhly v Perthu, Austrálie ve dnech 8. až 18. ledna 1998.

## Výsledky

### Individuální disciplíny
| Muži                 | Zlato                        | Zlato    | Stříbro                      | Stříbro  | Bronz                                     | Bronz    |
| -------------------- | ---------------------------- | -------- | ---------------------------- | -------- | ----------------------------------------- | -------- |
| 50 m volný způsob    | William Pilczuk (USA)        | 22,29    | Alexandr Popov (RUS)         | 22,43    | Michael Klim (AUS) Ricardo Busquets (PUR) | 22,47    |
| 100 m volný způsob   | Alexandr Popov (RUS)         | 48,93    | Michael Klim (AUS)           | 49,20    | Lars Frölander (SWE)                      | 49,53    |
| 200 m volný způsob   | Michael Klim (AUS)           | 1:47,41  | Massimiliano Rosolino (ITA)  | 1:48,30  | Pieter van den Hoogenband (NED)           | 1:48,65  |
| 400 m volný způsob   | Ian Thorpe (AUS)             | 3:46,29  | Grant Hackett (AUS)          | 3:46,44  | Paul Palmer (GBR)                         | 3:48,02  |
| 1500 m volný způsob  | Grant Hackett (AUS)          | 14:51,70 | Emiliano Brembilla (ITA)     | 15:00,59 | Daniel Kowalski (AUS)                     | 15:03,94 |
| 100 m znak           | Leonid Krajzelburg (USA)     | 55,00    | Mark Versfeld (CAN)          | 55,17    | Stev Theloke (GER)                        | 55,20    |
| 200 m znak           | Leonid Krajzelburg (USA)     | 1:58,84  | Ralf Braun (GER)             | 1:59,23  | Mark Versfeld (CAN)                       | 1:59,39  |
| 100 m motýlek        | Michael Klim (AUS)           | 52,25    | Lars Frölander (SWE)         | 52,79    | Geoffrey Huegill (AUS)                    | 52,90    |
| 200 m motýlek        | Denys Sylanťjev (UKR)        | 1:56,61  | Franck Esposito (FRA)        | 1:56,77  | Thomas Malchow (USA)                      | 1:57,26  |
| 100 m prsa           | Frédérik Deburghgraeve (BEL) | 1:01,34  | Ceng Čchi-liang (CHN)        | 1:01,76  | Kurt Grote (USA)                          | 1:01,93  |
| 200 m prsa           | Kurt Grote (USA)             | 2:13,40  | Jean-Christophe Sarnin (FRA) | 2:13,42  | Norbert Rózsa (HUN)                       | 2:13,59  |
| 200 m polohový závod | Marcel Wouda (NED)           | 2:01,18  | Xavier Marchand (FRA)        | 2:01,66  | Ronald Karnaugh (USA)                     | 2:01,89  |
| 400 m polohový závod | Thomas Dolan (USA)           | 4:14,95  | Marcel Wouda (NED)           | 4:15,53  | Curtis Myden (CAN)                        | 4:16,45  |
| Ženy                 | Zlato                        | Zlato    | Stříbro                      | Stříbro  | Bronz                                     | Bronz    |
| 50 m volný způsob    | Amy Van Dykenová (USA)       | 25,15    | Sandra Völkerová (GER)       | 25,32    | Šan Jing (CHN)                            | 25,36    |
| 100 m volný způsob   | Jennifer Thompsonová (USA)   | 54,95    | Martina Moravcová (SVK)      | 55,09    | Šan Jing (CHN)                            | 55,10    |
| 200 m volný způsob   | Claudia Pollová (CRC)        | 1:58,90  | Martina Moravcová (SVK)      | 1:59,61  | Julia Grevilleová (AUS)                   | 1:59,92  |
| 400 m volný způsob   | Čchen Jen (CHN)              | 4:06,72  | Brooke Bennettová (USA)      | 4:07,07  | Dagmar Haseová (GER)                      | 4:08,82  |
| 800 m volný způsob   | Brooke Bennettová (USA)      | 8:28,71  | Diana Munzová (USA)          | 8:29,97  | Kirsten Vlieghuisová (NED)                | 8:32,34  |
| 100 m znak           | Lea Maurerová (USA)          | 1:01,16  | Mai Nakamuraová (JPN)        | 1:01,28  | Sandra Völkerová (GER)                    | 1:01,47  |
| 200 m znak           | Roxana Maracineanuová (FRA)  | 2:11,26  | Dagmar Haseová (GER)         | 2:11,45  | Mai Nakamuraová (JPN)                     | 2:12,22  |
| 100 m motýlek        | Jennifer Thompsonová (USA)   | 58,46    | Ajari Aojamaová (JPN)        | 58,79    | Petria Thomasová (AUS)                    | 58,97    |
| 200 m motýlek        | Susan O'Neillová (AUS)       | 2:07,93  | Petria Thomasová (AUS)       | 2:09,08  | Misty Hymanová (USA)                      | 2:09,98  |
| 100 m prsa           | Kristina Kowalová (USA)      | 1:08,42  | Helen Denmanová (AUS)        | 1:08,51  | Lauren Van Oostenová (CAN)                | 1:08,66  |
| 200 m prsa           | Ágnes Kovácsová (HUN)        | 2:25,45  | Kristina Kowalová (USA)      | 2:26,19  | Jenna Streetová (USA)                     | 2:26,50  |
| 200 m polohový závod | Wu Jen-jen (CHN)             | 2:10,88  | Čchen Jen (CHN)              | 2:13,66  | Martina Moravcová (SVK)                   | 2:14,26  |
| 400 m polohový závod | Čchen Jen (CHN)              | 4:36,66  | Jana Kločkovová (UKR)        | 4:38,60  | Jasuko Tadžimaová (JPN)                   | 4:39,45  |

### Štafety
| Muži                   | Zlato | Zlato   | Stříbro | Stříbro | Bronz | Bronz   |
| ---------------------- | --- | ------- | --- | ------- | --- | ------- |
| 4×100 m volný způsob   | USA (USA) (Scott Tucker, Neil Walker, Jon Olsen, Gary Hall jun., (r)Bryan Jones, (r)Bradley Schumacher)                                                                      | 3:16,69 | Austrálie (AUS) (Michael Klim, Adam Pine, Richard Upton, Christopher Fydler, (r)Nathan Rickard, (r)Anthony Rogis)                                      | 3:16,97 | Rusko (RUS) (Alexandr Popov, Roman Jegorov, Vladislav Kulikov, Děnis Pimankov, (r)Roman Jegorov, (r)Maxim Koršunov) | 3:18,45 |
| 4×200 m volný způsob   | Austrálie (AUS) (Michael Klim, Grant Hackett, Ian Thorpe, Daniel Kowalski, (r)Anthony Rogis)                                                                                 | 7:12,48 | Nizozemsko (NED) (Pieter van den Hoogenband, Mark van der Zijden, Martijn Zuijdweg, Marcel Wouda, (r)Bas-Ido Wennekes, (r)Johan Kenkhuis)              | 7:16,77 | Spojené království (GBR) (Paul Palmer, Gavin Meadows, Andrew Clayton, James Salter, (r)Mark Stevens)                | 7:17,33 |
| 4×100 m polohový závod | Austrálie (AUS) (Matthew Welsh, Philip Rogers, Michael Klim, Christopher Fydler, (r)Geoffrey Huegill)                                                                        | 3:37,98 | USA (USA) (Leonid Krajzelburg, Kurt Grote, Neil Walker, Gary Hall jun., (r)Jeremy Linn, (r)John Hargis, (r)Scott Tucker)                               | 3:38,56 | Maďarsko (HUN) (Attila Czene, Norbert Rózsa, Péter Horváth, Attila Zubor)                                           | 3:39,53 |
| Ženy                   | Zlato | Zlato   | Stříbro | Stříbro | Bronz | Bronz   |
| 4×100 m volný způsob   | USA (USA) (Lindsey Farellaová, Amy Van Dykenová, Barbara Bedfordová, Jennifer Thompsonová, (r)Catherine Foxová, (r)Melanie Valeriová)                                        | 3:42,11 | Německo (GER) (Sandra Völkerová, Franziska van Almsicková, Simone Osygusová, Katrin Meißnerová, (r)Antje Buschschulteová, (r)Silvia Szalaiová)         | 3:43,11 | Austrálie (AUS) (Sarah Ryanová, Rebecca Creedyová, Susan O'Neillová, Angela Kennedyová, (r)Kathryn Godfreyová)      | 3:43,71 |
| 4×200 m volný způsob   | Německo (GER) (Franziska van Almsicková, Dagmar Haseová, Silvia Szalaiová, Kerstin Kielgaßová, (r)Antje Buschschulteová, (r)Janina-Kristin Götzová)                          | 8:01,46 | USA (USA) (Cristina Teuscherová, Lindsay Benková, Brooke Bennettová, Jennifer Thompsonová, (r)Trina Jacksonová, (r)Ashley Whitneyová)                  | 8:02,88 | Austrálie (AUS) (Julia Grevilleová, Anna Windsorová, Susan O'Neillová, Petria Thomasová, (r)Emma Johnsonová)        | 8:04,19 |
| 4×100 m polohový závod | USA (USA) (Lea Maurerová, Kristina Kowalová, Jennifer Thompsonová, Amy Van Dykenová, (r)Elizabeth Botsfordová, (r)Jenna Streetová, (r)Misty Hymanová, (r)Barbara Bedfordová) | 4:01,93 | Austrálie (AUS) (Meredith Smithová, Helen Denmanová, Petria Thomasová, Sasan O'Neillová, (r)Samantha Rileyová, (r)Angela Kennedyová, (r)Sarah Ryanová) | 4:05,12 | Japonsko (JPN) (Mai Nakamuraová, Masami Tanakaová, Ajari Aojamaová, Sumika Minamotová)                              | 4:06,27 |

## Medailová bilance
V plavání se rozdělilo celkem 32 sad medailí.
| Pořadí | Stát                     |       | Muži    | Muži  | Muži  |         | Ženy  | Ženy  | Ženy    |       | Muži + Ženy | Muži + Ženy | Muži + Ženy | Celkem |
| Pořadí | Stát                     | Zlato | Stříbro | Bronz | Zlato | Stříbro | Bronz | Zlato | Stříbro | Bronz |             |             |             | Celkem |
| ------ | ------------------------ | ----- | ------- | ----- | ----- | ------- | ----- | ----- | ------- | ----- | ----------- | ----------- | ----------- | ------ |
| 1.     | USA (USA)                |       | 6       | 1     | 3     |         | 8     | 4     | 2       |       | 14          | 5           | 5           | 24     |
| 2.     | Austrálie (AUS)          |       | 6       | 3     | 3     |         | 1     | 3     | 4       |       | 7           | 6           | 7           | 20     |
| 3.     | Čína (CHN)               |       | 0       | 1     | 0     |         | 3     | 1     | 2       |       | 3           | 2           | 2           | 7      |
| 4.     | Německo (GER)            |       | 0       | 1     | 1     |         | 1     | 3     | 2       |       | 1           | 4           | 3           | 8      |
| 5.     | Francie (FRA)            |       | 0       | 3     | 0     |         | 1     | 0     | 0       |       | 1           | 3           | 0           | 4      |
| 6.     | Nizozemsko (NED)         |       | 1       | 2     | 1     |         | 0     | 0     | 1       |       | 1           | 2           | 2           | 5      |
| 7.     | Rusko (RUS)              |       | 1       | 1     | 1     |         | 0     | 0     | 0       |       | 1           | 1           | 1           | 3      |
| 8.     | Ukrajina (UKR)           |       | 1       | 0     | 0     |         | 0     | 1     | 0       |       | 1           | 1           | 0           | 2      |
| 9.     | Maďarsko (HUN)           |       | 0       | 0     | 2     |         | 1     | 0     | 0       |       | 1           | 0           | 2           | 3      |
| 10.    | Belgie (BEL)             |       | 1       | 0     | 0     |         | 0     | 0     | 0       |       | 1           | 0           | 0           | 1      |
| 10.    | Kostarika (CRC)          |       | 0       | 0     | 0     |         | 1     | 0     | 0       |       | 1           | 0           | 0           | 1      |
| 12.    | Japonsko (JPN)           |       | 0       | 0     | 0     |         | 0     | 2     | 3       |       | 0           | 2           | 3           | 5      |
| 13.    | Slovensko (SVK)          |       | 0       | 0     | 0     |         | 0     | 2     | 1       |       | 0           | 2           | 1           | 3      |
| 14.    | Itálie (ITA)             |       | 0       | 2     | 0     |         | 0     | 0     | 0       |       | 0           | 2           | 0           | 2      |
| 15.    | Kanada (CAN)             |       | 0       | 1     | 2     |         | 0     | 0     | 1       |       | 0           | 1           | 3           | 4      |
| 16.    | Švédsko (SWE)            |       | 0       | 1     | 1     |         | 0     | 0     | 0       |       | 0           | 1           | 1           | 2      |
| 17.    | Spojené království (GBR) |       | 0       | 0     | 2     |         | 0     | 0     | 0       |       | 0           | 0           | 2           | 2      |
| 18.    | Portoriko (PUR)          |       | 0       | 0     | 1     |         | 0     | 0     | 0       |       | 0           | 0           | 1           | 1      |
| Celkem | Celkem                   |       | 16      | 16    | 17    |         | 16    | 16    | 16      |       | 32          | 32          | 33          | 97     |